# Lilly Hafgren
Lilly Hafgren (Estocolmo, Suecia, 7 de octubre de 1884 - Berlín, Alemania, 27 de febrero de 1965) fue una soprano sueca.
Comenzó a formarse como pianista, pero por consejo de Siegfried Wagner, se dedicó al canto. Tras completar sus estudios en Frankfurt y Milán, fue invitada al Festival de Bayreuth, donde debutó como Freia en Das Rheingold en 1908. Otros papeles que cantó en el Festival fueron Elsa (Lohengrin) y Eva (Die Meistersinger von Nürnberg), con el que regresó en 1924. De 1908 a 1912 canta en la ópera de Mannheim, a lo que siguen seis años en la Hofoper de Berlín. Su repertorio abarca desde Brünnhilde e Isolde, a Pamina (Die Zauberflöte), la Condesa (Le Nozze di Figaro), Tosca, Carmen o Charlotte (Werther). Interpretó a la Emperatriz en el estreno en Berlín de Die Frau ohne Schatten, así como a la protagonista de Ariadne auf Naxos.
Viajó ampliamente por Europa, apareciendo en la Scala de Milán como Brünnhilde en 1925, 1926 y 1930, en el Gran Teatro del Liceo desde 1922 a 1929, y en el Teatro Real en 1923 y 1924, en Tristan und Isolde, Der Rosenkavalier y Mona Lisa, de Max von Schillings. Su carrera operística continuó en Dresde hasta 1934, aunque también destacó como una gran recitalista. Durante un tiempo apareció con el nombre de Hafgren-Waag, tras su primer matrimonio, y luego como Hafgren-Dinkela tras el segundo. Su voz aparece en algunas grabaciones, brillante en el tono, transmitiendo un fuerte sentido de compromiso dramático.